# Carl Reinhart
Carl Reinhart (* 24. Mai 1875 in Wien; † 12. November 1919 in Tetschen, Tschechoslowakei) war ein österreichischer Operettensänger.

## Leben und Wirken
Nach dem Schulbesuch schlug er eine Gesangsausbildung ein und wurde Operettensänger in Bad Kissingen, Straßburg, am Operettentheater in Hamburg, am Residenztheater in Dresden, in Troppau, Leitmeritz und am Stadttheater in Bodenbach. 1919 schied er durch Suizid aus dem Leben. Er nahm am 11. November eine Überdosis Morphium und starb am folgenden Tag im Krankenhaus. Als Motiv wurde seine schlechte finanzielle Lage vermutet.